# Werner Koch (Schriftsteller)
Werner Koch (geboren 4. August 1926 in Mülheim an der Ruhr; gestorben 30. März 1992 in Köln) war ein deutscher Schriftsteller.

## Leben
Werner Koch stammte aus einer Pastorenfamilie. Er studierte Geschichte, Germanistik und Philosophie. Von 1948 bis 1954 war er Redakteur für das Feuilleton der Rheinischen Zeitung, von 1954 bis 1961 Dramaturg und Regisseur an den Städtischen Bühnen in Köln. Von 1961 bis 1965 leitete er das Fernsehmagazin „Spektrum“ und ab 1965 die Programmgruppe Kultur beim Westdeutschen Rundfunk, wo er auch eigene Fernsehsendungen produzierte, darunter zahlreiche zu Themen des arabischen Kulturraums.
Ab 1962 war Koch Mitglied des Deutschen PEN-Zentrums (Bundesrepublik), ab 1977 der Akademie der Wissenschaften und der Literatur in Mainz. Er erhielt u. a. 1960 den Erzählerpreis des Süddeutschen Rundfunks, 1964 den Preis der Académie Française für den besten ausländischen Roman sowie 1972 den Bodensee-Literaturpreis.
Werner Kochs erzählerische Prosa behandelt vorwiegend biblische, religiöse und philosophische Themen. Daneben ist der Verfasser auch als Essayist hervorgetreten.

## Werke (Auswahl)

### Als Autor
- Sondern erlöse uns von dem Übel, Köln 1955, DNB 452484650
- Pilatus, Düsseldorf 1959, DNB 452484642
- Die Jungfrau von Orleans, Frankfurt/M. [u. a.] 1963, DNB 452484588
- Der Prozeß Jesu, Köln [u. a.] 1966, DNB 457244836
- See-Leben I, Pfullingen 1971, ISBN 3-7885-0013-1
- Wechseljahre oder See-Leben II, Frankfurt am Main 1975, ISBN 3-518-36912-1
- Jenseits des Sees, Frankfurt am Main 1979, ISBN 3-518-37218-1
- Ganghofers Haltung, Mainz 1979, ISBN 3-515-02956-7
- Kant vor der Kamera, Mainz 1980, ISBN 3-7758-1000-5
- Intensivstation, Frankfurt am Main 1983, ISBN 3-518-11173-6
- Diesseits von Golgatha, Frankfurt am Main 1986, ISBN 3-518-38230-6
- Autor und Publikum, Stuttgart 1987, ISBN 3-515-04934-7
- Der Zwang zum Bild, Stuttgart 1988, ISBN 3-515-05350-6
- Altes Kloster, Frankfurt am Main 1990, ISBN 3-518-22106-X
- Lawrence von Arabien, Frankfurt am Main [u. a.] 1995, ISBN 3-458-33404-1

### Als Herausgeber
- Zum Prozeß Jesu, Weiden 1967, DNB 458741043
- Zur Nacht, Frankfurt am Main 1970
- Selbstanzeige, Frankfurt am Main 1971, ISBN 3-436-01512-1
- Vom Tod, Frankfurt am Main 1987, ISBN 3-458-32737-1
- Der Zwang zum Bild, Stuttgart 1988, ISBN 3-515-05350-6
- Deutsche Schicksale, Frankfurt am Main [u. a.] 1992, ISBN 3-458-33072-0

### Als Übersetzer
- Robert Payne: Der große Charlie. Frankfurt am Main, 1979 (zusammen mit  Jakob Moneta), ISBN 3-518-37069-3